# Фокс-Лейк 162
Фокс-Лейк 162 (англ. Fox Lake 162) — індіанська резервація в Канаді, у провінції Альберта, у межах спеціалізованого муніципалітету Маккензі.

## Населення
За даними перепису 2016 року, індіанська резервація нараховувала 2032 особи, показавши зростання на 8,4%, порівняно з 2011-м роком. Середня густина населення становила 21,1 осіб/км².
З офіційних мов обидвома одночасно володіли 5 жителів, тільки англійською — 1 950, а 80 — жодною з них. Усього 1715 осіб вважали рідною мовою не одну з офіційних, з них 1 705 — одну з корінних мов.
Працездатне населення становило 30,6% усього населення, рівень безробіття — 34,7%.
Середній дохід на особу становив $18 815 (медіана $11 728), при цьому для чоловіків — $17 423, а для жінок $20 098 (медіани — $8 518 та $14 944 відповідно).
11,1% мешканців мали закінчену шкільну освіту, не мали закінченої шкільної освіти — 80%, 8,9% мали післяшкільну освіту, з яких 38,1% мали диплом бакалавра, або вищий.
| Статево-вікова структура населення | Статево-вікова структура населення | Статево-вікова структура населення | Статево-вікова структура населення | Статево-вікова структура населення |
| ---------------------------------- | ---------------------------------- | ---------------------------------- | ---------------------------------- | ---------------------------------- |
|                                    |                                    |                                    |                                    |                                    |
| Всього                             | Всього                             | 51,0%49,0%                         |                                    |                                    |
| 0 — 14 років                       | 0 — 14 років                       |                                    | 42%                                | 42%                                |
| 15 — 64 років                      | 15 — 64 років                      |                                    | 55,3%                              | 55,3%                              |
| 65 і більше                        | 65 і більше                        |                                    | 2,7%                               | 2,7%                               |
| 85 і більше                        | 85 і більше                        |                                    | 0,2%                               | 0,2%                               |
| Середній вік (років)               | Середній вік (років)               | 22,022,7                           | 22,3                               | 22,3                               |
| Медіана (років)                    | Медіана (років)                    | 17,819,3                           | 18,5                               | 18,5                               |
| — чоловіки — жінки                 |                                    |                                    |                                    |                                    |

| Походження мешканців:     | Походження мешканців:     | Походження мешканців: | Походження мешканців: | Походження мешканців: |
| ------------------------- | ------------------------- | --------------------- | --------------------- | --------------------- |
| Походження                |                           |                       | осіб                  | %                     |
| Корінні американці        | Корінні американці        |                       | 1 895                 | 93.35%                |
| Інше північноамериканське | Інше північноамериканське |                       | 90                    | 4.43%                 |
| Європейське               | Європейське               |                       | 75                    | 3.69%                 |
| британське                | британське                |                       | 45                    | 2.22%                 |
| французьке                | французьке                |                       | 20                    | 0.99%                 |

## Клімат
Середня річна температура становить -0,5°C, середня максимальна – 21,6°C, а середня мінімальна – -28,5°C. Середня річна кількість опадів – 385 мм.
| Клімат поселення                              | Клімат поселення | Клімат поселення | Клімат поселення | Клімат поселення | Клімат поселення | Клімат поселення | Клімат поселення | Клімат поселення | Клімат поселення | Клімат поселення | Клімат поселення | Клімат поселення | Клімат поселення |
| Показник                                      | Січ.             | Лют.             | Бер.             | Квіт.            | Трав.            | Черв.            | Лип.             | Серп.            | Вер.             | Жовт.            | Лист.            | Груд.            |                  |
| Середній максимум, °C                         | −14,32           | −8,94            | −2,22            | 9,06             | 16,68            | 21,63            | 21,23            | 19,43            | 13,53            | 6,17             | −5,38            | −14,1            |                  |
| Середня температура, °C                       | −21,41           | −16,03           | −9,31            | 1,99             | 9,59             | 14,54            | 16,76            | 14,98            | 9,08             | 1,71             | −9,85            | −18,57           |                  |
| Середній мінімум, °C                          | −28,5            | −23,13           | −16,4            | −5,1             | 2,50             | 7,44             | 12,32            | 10,51            | 4,62             | −2,75            | −14,3            | −23,03           |                  |
| Норма опадів, мм                              | 21               | 18               | 23               | 18               | 33               | 49               | 64               | 52               | 37               | 28               | 22               | 20               |                  |
| Середньомісячна швидкість вітру, м/с          | 2.20             | 2.30             | 2.70             | 2.90             | 3.00             | 2.70             | 2.50             | 2.50             | 2.70             | 2.80             | 2.50             | 2.10             |                  |
| Середньомісячна сонячна радіація, кДж/м²·день | 1983             | 4831             | 10270            | 16727            | 20738            | 22117            | 21038            | 16620            | 10483            | 5288             | 2266             | 1257             |                  |
| --------------------------------------------- | ---------------- | ---------------- | ---------------- | ---------------- | ---------------- | ---------------- | ---------------- | ---------------- | ---------------- | ---------------- | ---------------- | ---------------- | ---------------- |
| Джерело:                                      |                  |                  |                  |                  |                  |                  |                  |                  |                  |                  |                  |                  |                  |